# 新疆日报报史馆
新疆日报报史馆是讲述《新疆日报》自1949年创刊开始数十年历史的博物馆，位于中华人民共和国新疆维吾尔自治区乌鲁木齐市沙依巴克区。新疆日报报史馆是新疆维吾尔自治区爱国主义教育基地、新疆维吾尔自治区研学旅行实践教育基（营）地、新疆社会科学普及基地、新疆维吾尔自治区特色博物馆。
新疆日报报史馆主要陈列是《70风云一纸书——新疆日报社史展》，共展出300幅图片、文献、报纸版面以及超过180件实物、手稿、图书。新疆日报报史馆馆址——黄楼是乌鲁木齐市不可移动文物。

## 建馆历史

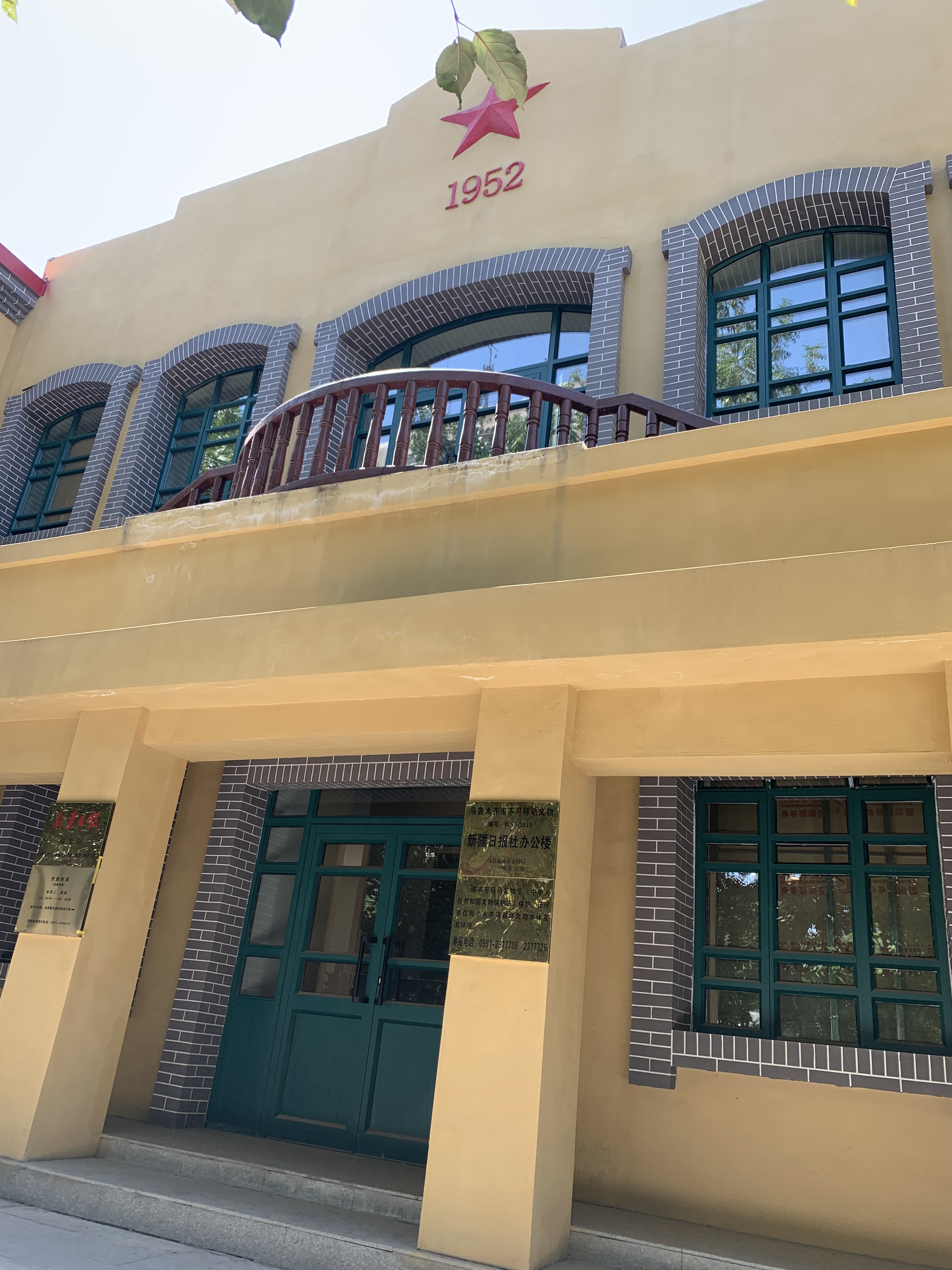
新疆日报报史馆的北侧

2019年12月，即新疆日报创刊70年之际新疆日报报史馆揭幕，展览开展。报史馆牌匾由新疆日报社原副社长兰振华题写。
2021年9月，新疆日报报史馆成为新疆维吾尔自治区爱国主义教育基地。12月，报史馆又成为纳入学校教育教学计划的新疆维吾尔自治区研学旅行实践教育基（营）地。2023年5月，新疆日报报史馆入选新疆社会科学普及基地。同月新疆日报报史馆推出VR云展厅，可通过线上全景视角参观展厅和了解文物。
截止2023年4月底，新疆日报报史馆接待超过1350个团队、单位，超过3万人次参观报史馆。

## 展览展品
新疆日报报史馆主要展览为《70风云一纸书——新疆日报社史展》，展出了新疆日报自创刊起70年的历史。分为“亲切关怀 巨大动力”；“红色基因 一脉相承”；“峥嵘岁月 激扬文字”；“青蓝相继 初心不改”；“聚焦总目标 奋进新时代”五个单元。展览展出超过300幅图片、文献、报纸版面以及超过180件实物、手稿、图书。其中包括兰振华从《晋绥日报》带来的相机；20世纪50年代接收新华社电讯的电台；王蒙、刘白羽、陈忠实等人的手稿。另外还有音频、视频、电子阅报屏等展示方式。

## 建筑
新疆日报报史馆馆址是从原新疆日报办公楼——黄楼改建而来，黄楼是新疆日报社建设的首栋二层苏式建筑。建筑兴建于1952年，是坐南朝北的砖木结构建筑。占地面积242平方米，建筑面积484平方米，平面呈东西向长方形，北面东面有外凸，其房顶为铁皮屋顶，设有老虎窗。建筑内部为木地板，建筑保存较好。建筑在第三次全国文物普查中调查并建档。其正面向北，南面开三处小门。
新疆日报报史馆是乌鲁木齐市不可移动文物。

## 社教活动
新疆日报报史馆建成后，举办过不同的活动。截止2023年5月，在新疆日报报史馆举办近70期的新疆日报报友分享会，教师、医务工作者、作家、消防员等在报友分享会上讲述自己的故事。2023年5月，新疆日报报史馆举办了“缀满鲜花的窗棂·新疆日报报史馆阳台音乐会”，活动中音乐人使用弹布尔、热瓦普、艾捷克等乐器演奏古典音乐、民族音乐、中西合璧音乐。

## 图库

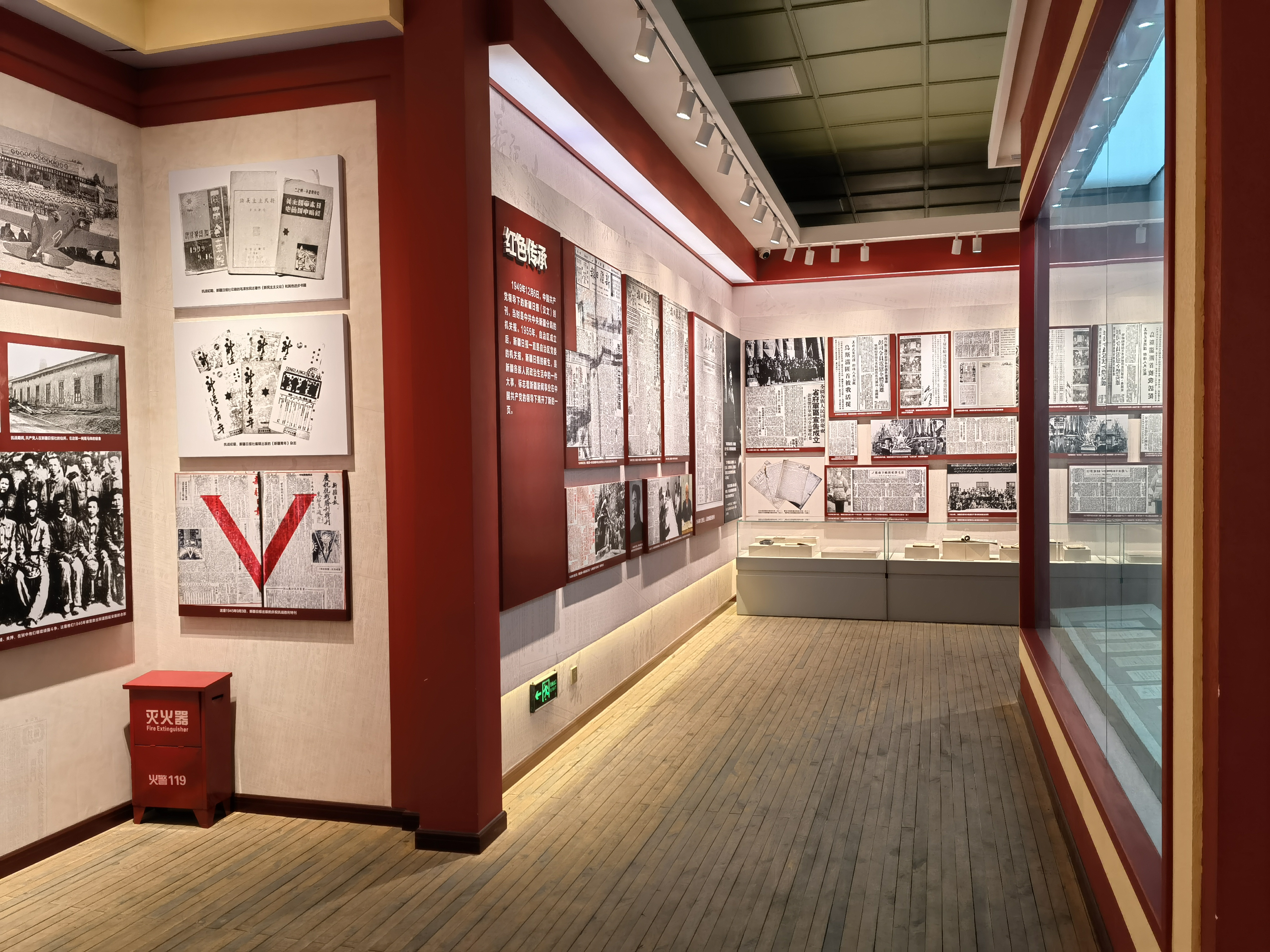
新疆日报报史馆内一角
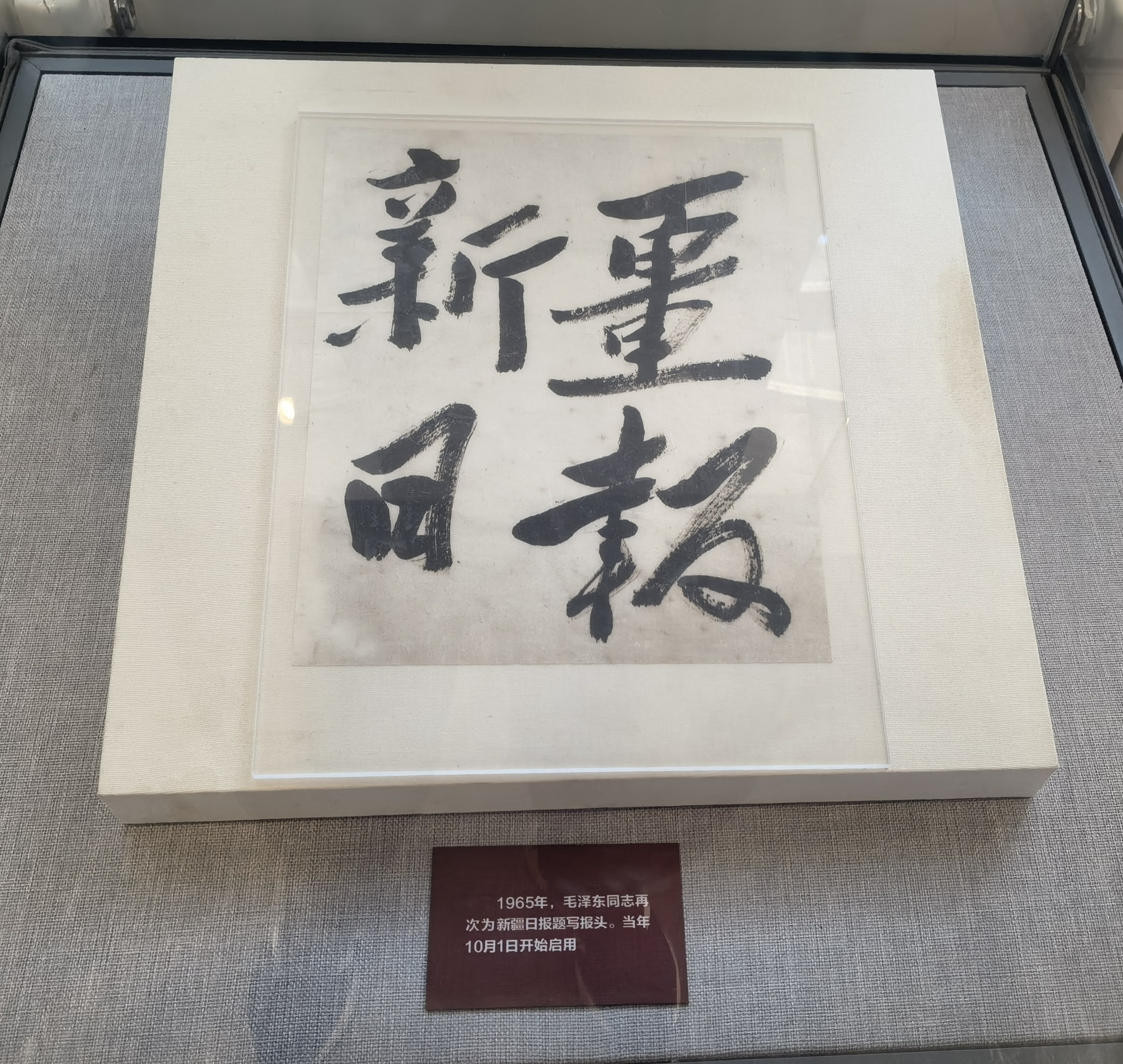
毛泽东为《新疆日报》题写的报头
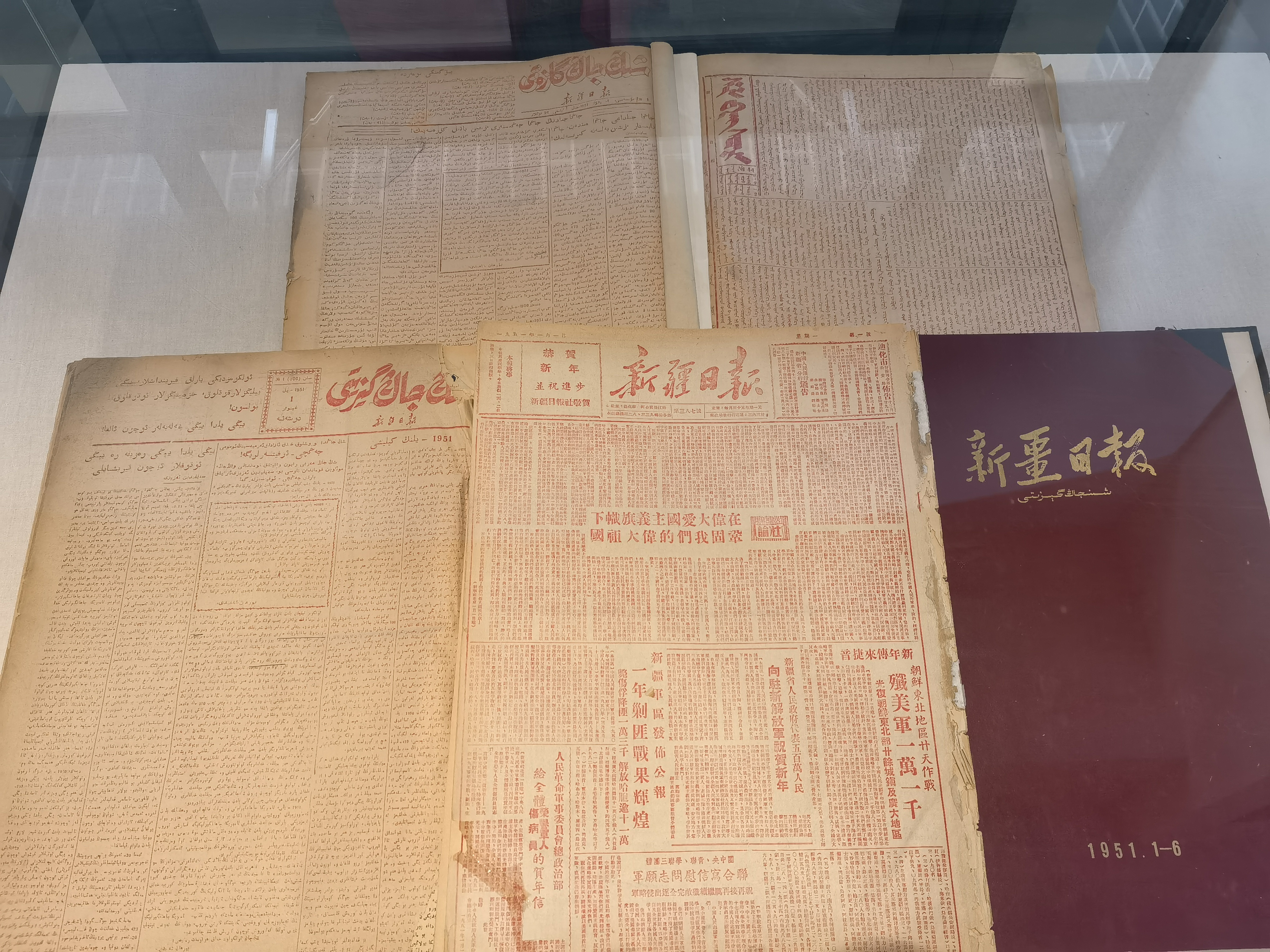
四种语言的《新疆日报》
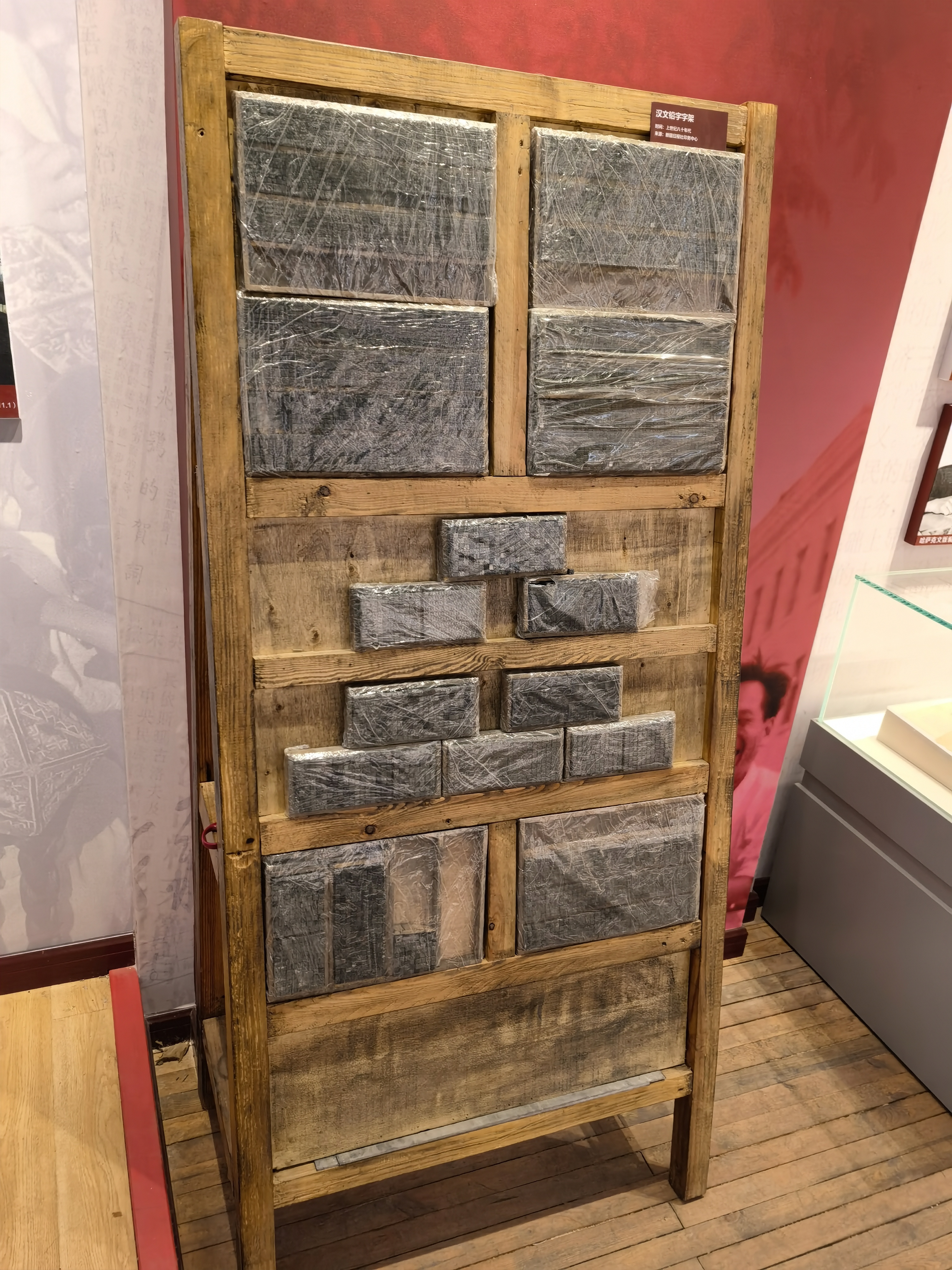
新疆日报报史馆展出的汉文铅字字架
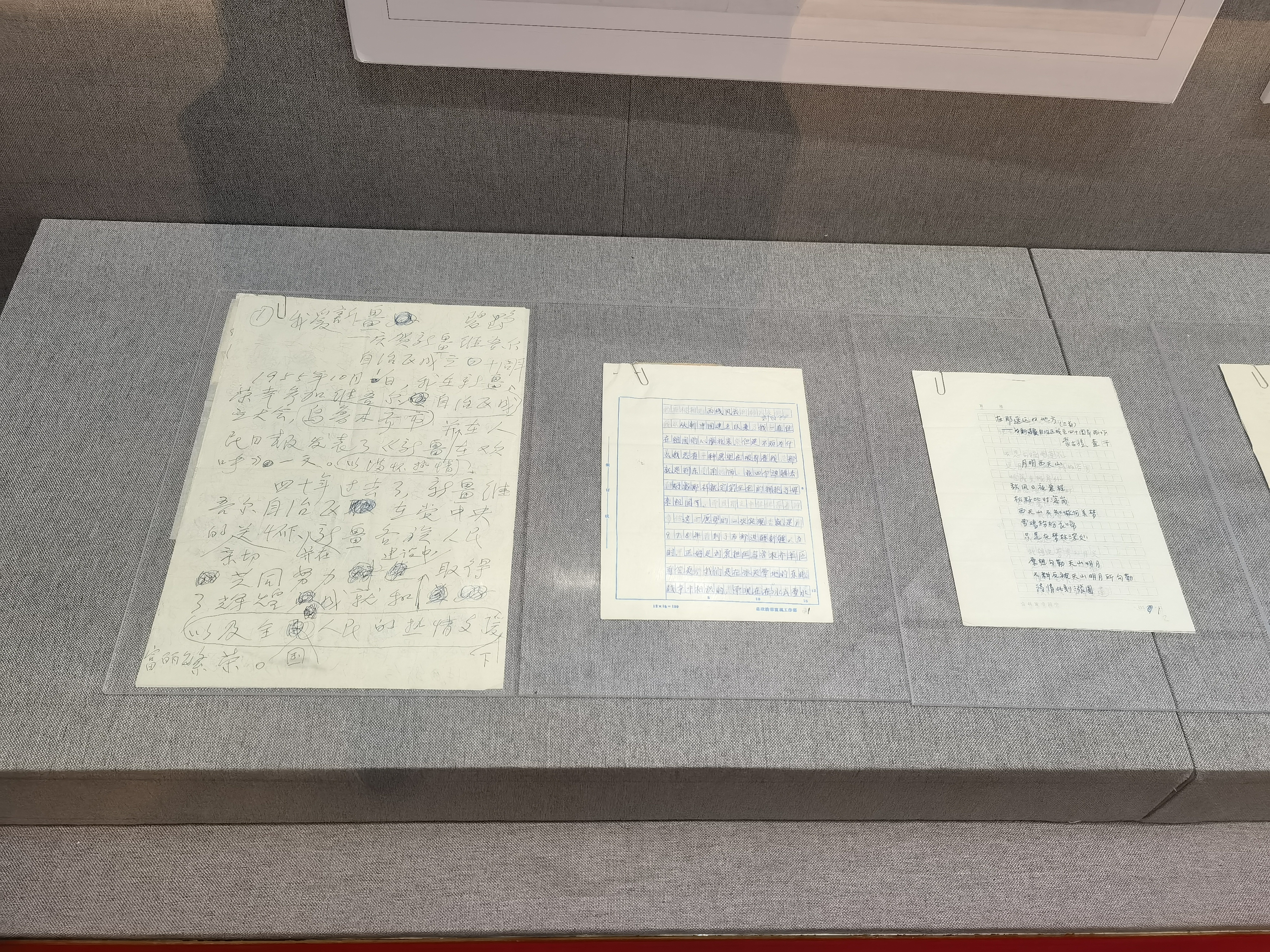
新疆日报报史馆展出的碧野、刘白羽、查干等人的手稿
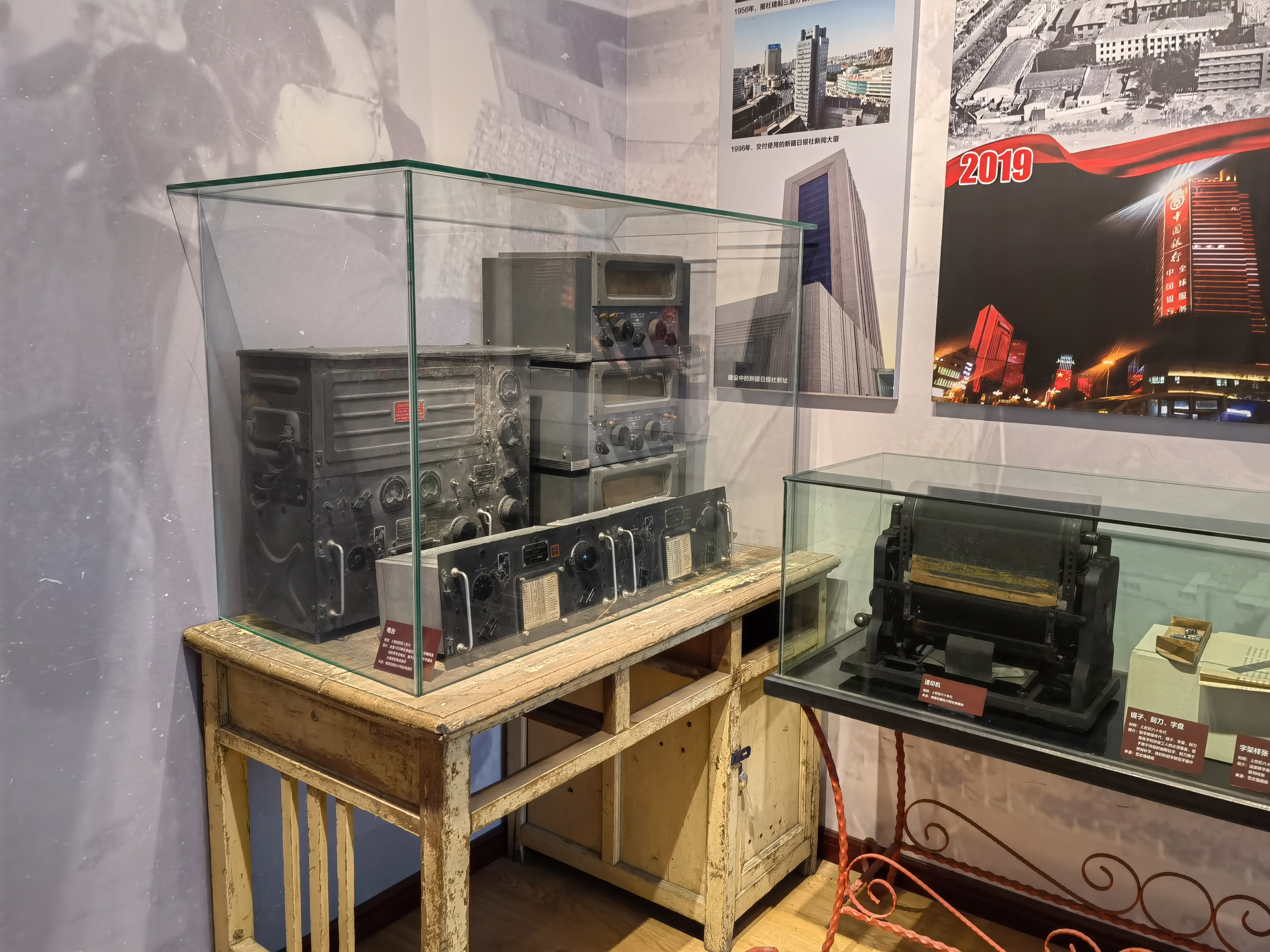
新疆日报报史馆展出的电台、速印机等展品
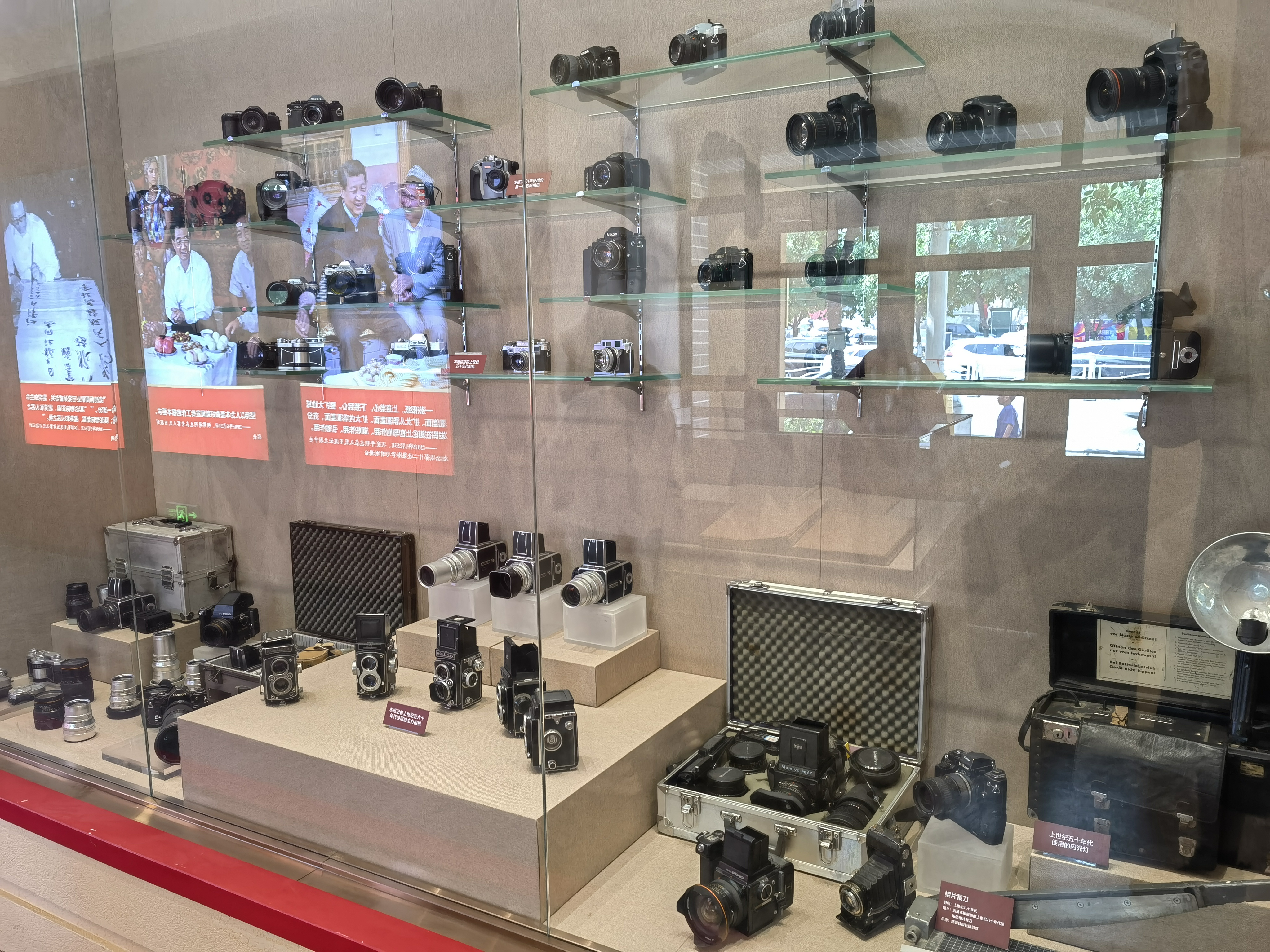
新疆日报报史馆展出的各类拍摄设备
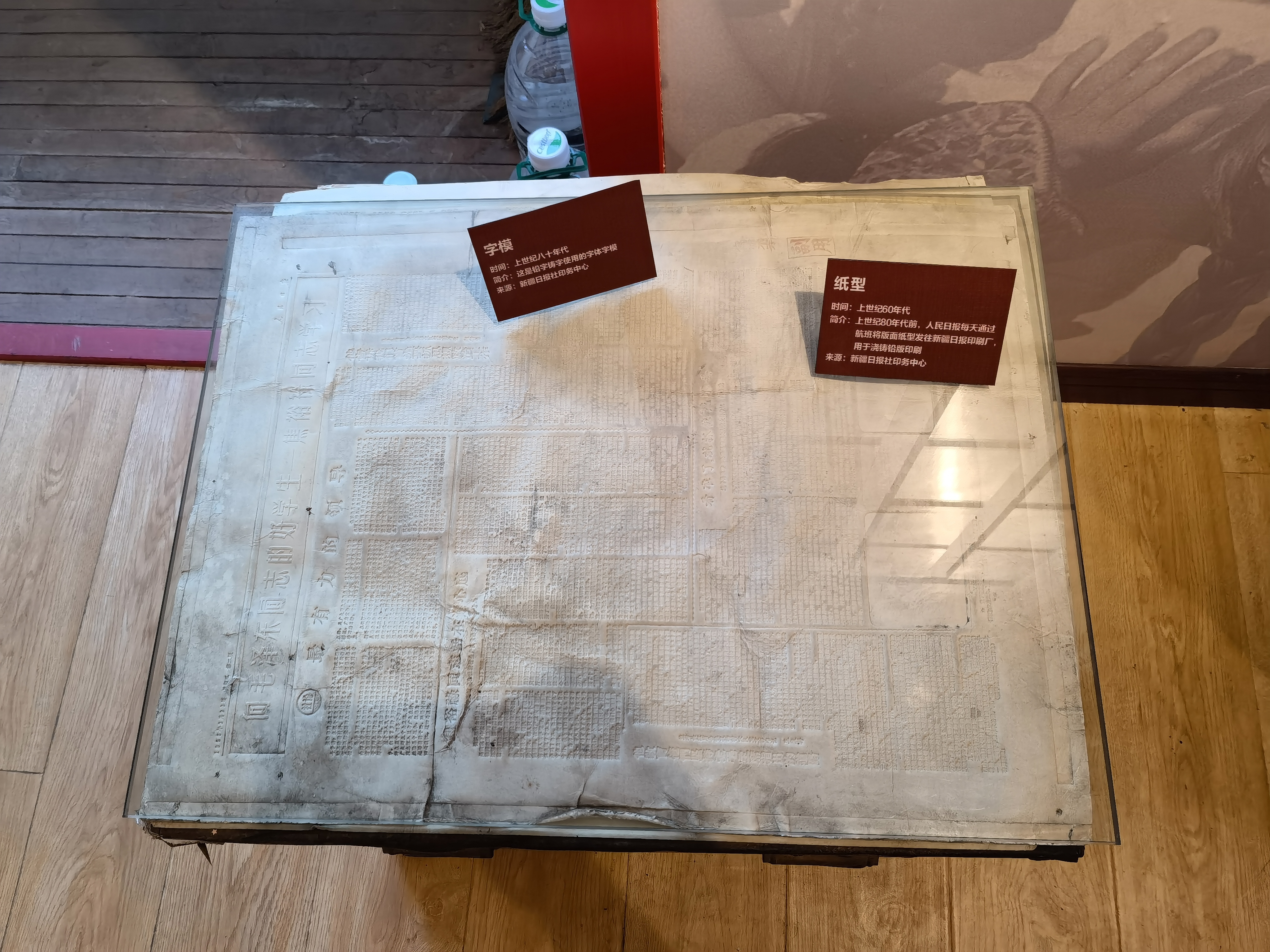
新疆日报报史馆展出的字模和纸型